# Ernest Forgeur
Ernest Forgeur, né le 23 août 1897 à Liège et mort le 22 août 1961 dans la même ville, est un peintre, illustrateur, caricaturiste, dessinateur publicitaire et affichiste belge. Il a aussi utilisé le pseudonyme Forg.

## Biographie
Ernest Forgeur étudie à l'Académie des beaux-arts de Liège. Il suit l'enseignement d'Évariste Carpentier pour la peinture, d'Adrien de Witte pour le dessin, et de Jean Ubaghs pour les cours d'expression et d'anatomie. Il se lie d’amitié avec certains de ses condisciples tels que Luc Lafnet, Robert Crommelynck et Edgar Scauflaire.
Travaillant dans la lignée de Jacques Ochs, Forgeur est surtout renommé, dans les années 1930, pour ses caricatures d’hommes politiques liégeois. Son talent de dessinateur et de caricaturiste est alors régulièrement mis à contribution pour illustrer journaux et périodiques de l'époque. Ses dessins se retrouvent entre autres dans le quotidien La Meuse et dans le magazine Pourquoi Pas ?. En 1925, il crée le Cercle publicitaire liégeois et en 1935, fonde l’Association des Professionnels de la Publicité.
Georges Simenon fait appel à lui pour mettre en image son premier roman Au pont des Arches, publié en 1921. Par la suite d’autres ouvrages du célèbre romancier liégeois s’agrémenteront également d’illustrations de Forgeur avec celles d’autres dessinateurs liégeois issus de la même génération comme Luc Lafnet, Jef Lambert et Joseph Coulon.
En 1930, Jules Bosmant, historien de l’art et conservateur du musée des beaux-arts de Liège dira de Forgeur qu’il était « habile et primesautier ».
Pendant l’entre-deux-guerres, il crée de nombreuses affiches publicitaires.  
Après 1945, Forgeur se consacre davantage à la peinture. Sa manière est parfois proche du cubisme. Il se passionne pour l’étude du nu féminin mais peint également des figures, des scènes de genre, des natures mortes et des paysages. Forgeur est moins connu pour son œuvre picturale pourtant ses peintures ne manquent pas de charmes en particulier ses notations sur la nature. Il signe Forgeur ou Forg.
Enfin[Quand ?], il est nommé professeur au cours supérieur de sciences commerciales, où il organise les premiers cours de publicité.

## Œuvres
- Cabinet des Estampes et des Dessins, Liège
- Musée des beaux-arts, Liège
- Le Pavillon de Flore, Liège
- Les cramignons liégeois, 1942

## Illustrations
- Au pont des Arches, Georges Sim, co-illustrateurs: Luc Lafnet, Jef Lambert et Joseph Coulon, Liège, Imprimerie Bénard, 1921
- Notes sur le poète Herman Frenay-Cid, Théo Fleischman, illustration Forg, Bruxelles, Éditions La lanterne sourde, 1922.